# خبرگزاری میدل ایست
خبرگزاری میدل ایست (انگلیسی: Middle East News Agency) (مخفف انگلیسی: MENA)، خبرگزاری وابسته به دولت مصر است.
خبرگزاری میدل ایست (منا)، در دسامبر ۱۹۵۵ تأسیس شد و یک سال و دو ماه بعد در فوریه ۱۹۵۶ رسماً شروع به انتشار اخبار کرد.
این خبرگزاری بیشتر بر اخبار مصر و کشورهای خاورمیانه متمرکز است و وبه نوعی نخستین خبرگزاری کشورهای عرب شناخته می‌شود. این خبرگزاری خود را نخستین خبرگزاری منطقه‌ای در خاورمیانه نامیده‌است.
این خبرگزاری عضو اتحادیه خبرگزاری‌های کشورهای عربی است. اتحادیه خبرگزاری‌های کشورهای عرب (FANA) هم‌اکنون ۱۸ عضو دارد.